# Jaroslav Doubrava (Komponist)
Jaroslav Doubrava (* 25. April 1909 in Chrudim, Bezirk Chrudim; † 2. Oktober 1960 in Prag) war ein tschechischer Komponist, Maler und Pädagoge.

## Leben
Jaroslav Doubrava absolvierte das Lehrerinstitut in Chrudim und erhielt parallel dazu Unterricht in Violine bei Josef Beran, Gesang bei Josef Masopust und Klavier bei Marie Červenková-Minátová. 1936 bis 1940 studierte er am Prager Konservatorium bei Otakar Jeremiáš. In der Zwischenkriegszeit und während der deutschen Besetzung                                                                                                arbeitete er vor allem als Lehrer in Chrudim und der näheren Umgebung. Nach dem Ende des Zweiten Weltkriegs übersiedelte er nach Prag, wo er 1945 bis 1955 Musikredakteur beim Hörfunk war. Nachdem er im Mai 1945 der Kommunistischen Partei der Tschechoslowakei beigetreten war, verließ er diese in den 1950er-Jahren aufgrund der zunehmend stalinistischen Ausrichtung unter der Herrschaft von Klement Gottwald. Als Konsequenz des Austritts wurde ihm die offizielle Förderung seines künstlerischen Schaffens entzogen. Obwohl er nunmehr nur selten aufgeführt wurde, widmete er sich bis zu seinem Tod primär dem Komponieren. Doubravas Musik ist im Wesentlichen in der Nachfolge der spätromantischen Tradition angesiedelt und bezieht dabei auch Elemente aus der tschechischen und mährischen Volksmusik ein.
Seit 1939 war Doubrava mit Jarmila Vonásková verheiratet, einer Schwester des Tenors am Prager Nationaltheater Rudolf Vonásek. Ihre Tochter Jarmila Vonáskova (* 1940) wurde Musikwissenschaftlerin, die Tochter Anna Sprachlehrerin. Eine gewisse Anerkennung fand Doubravas Œuvre erst wieder nach der Abkehr vom kommunistischen System infolge der Samtenen Revolution Ende der 1980er-Jahre und insbesondere im Zusammenhang mit dem Gedenken an seinen 100. Geburtstag im Jahre 2009.

## Werke (Auswahl)

### Oper
- Ein Sommernachtstraum. Oper in drei Akten, Libretto: Rudolf Vonásek nach der gleichnamigen Komödie von William Shakespeare (1945–1949)
- Die Taufe des Heiligen Vladimir. Oper in drei Akten, Libretto: Jaroslav Doubrava nach Karel Havlíček Borovský (1949–1950), unvollendet
- Ballade über die Liebe. Oper in drei Akten, Libretto: Jan Wenig und Jaroslav Doubrava nach Zikmund Winter (1959–1960), Instrumentiert von Jan Hanuš

### Ballett
- König Lávra. Libretto: Jaroslav Doubrava nach dem Gedicht „Král Lávra“ von Karel Havliček Borovský (1951)
- Don Quijote. Libretto: Josef Bachtík und Jaroslav Doubrava nach dem Roman von Miguel de Cervantes (1956)

### Orchesterwerke
- Sinfonie Nr. 1 „Choral“ (1938–1940)
- Sinfonie Nr. 2 „Stalingrad“ (1943–1944)
- Partisanenmarsch (1945)
- Festlicher Marsch (1945)
- König Lávra. Suite aus dem Ballett (1953)
- Don Quijote. Suite aus dem Ballett (1956)
- Sinfonie Nr. 3 (1957–1958)
- Herbstpastorale. Fragment aus der unvollendeten Sinfonie Nr. 4 (1959)

### Duo
- Sonate Nr. 1 für Violine und Klavier (1942)
- Sonate Nr. 2 für Violine und Klavier (1959)

### Soloinstrument
- Suite für Klavier (1937)
- Sonate für Violine (1942)
- Sonate für Viola (1945)
- Sonate für Klavier (1949)
- Bagatellen für Klavier (1953)

### Lied
- Epigramme nach Worten von Karel Havlíček Borovský (1939)
- Erkenntnisse nach Worten von František Xaver Šalda und Otokar Březina (1941)
- Nächte nach Worten von Josef Hora und František Halas (1944)
- Prostopravda nach Worten aus Volksdichtung (1952)
- Jugend. Liederzyklus nach Worten aus mährischer und slowakischer Volksdichtung (1956)
- Heimatliches Paradies nach Worten von Jan Čarek (1956)

### Chor
- Drei Frauenchöre nach Worten von Jan Neruda (1942)
- Fünf Lieder über die Liebe nach Worten aus Volksdichtung (1958)

### Gesang und Orchester
- Die Botschaft. Oratorium nach Worten von Johann Amos Comenius für Solo, Knabenchor, gemischten Chor, Orchester und Orgel (1939–1940)
- Ballade vom schönen Tod. Kantate nach Worten von Jan Čarek (1941)

Weitere Lieder, Volksliedbearbeitungen, Chorsätze und Werke für den Unterricht.